# Artel d'édition des femmes
L'artel d'édition des femmes (en russe : Женская издательская артель), créé en 1863, est le premier et peut-être unique exemple dans l'histoire de l'édition russe d'une coopérative (artel) féminine de traduction et d'édition. Sa création est étroitement liée à l'émergence, autour de 1850, du combat pour l'émancipation des femmes russes et pour l'égalité des droits. Le capital initial est de 3 000 roubles. Le nom de l'artel n'apparaissait pas sur les livres qu'il éditait, sur lesquels figuraient l'intitulé « Éditions de la société des traductrices » (en russe : Издание Общества переводчиц).  
L'artel était dirigé par Maria Troubnikova (fille du décabriste Vassili Ivachev) et Nadejda Stassova (fille de l'architecte Vassili Stassov et sœur de Vladimir Stassov). Trente-six personnes y ont participé, dont Anna Engelhardt, Anna Philosophova, Nadejda Belozerskaïa (ru), M. G. Ermolova, V. I. Petchakina, P. S. Stassova, M. A Menjinskaïa et Ielena Stackenschneider.     
Les premiers livres édités par l'artel étaient des traductions :    
- Recueil complet des contes d'Andersen («Полное собрание сказок Андерсена», 1863)
- Récits des temps mérovingiens, d'Augustin Thierry («Рассказы о временах Меровингов», 1864)
- Récits tirés de l'histoire naturelle, de Vladimir Wagner («Из природы», 1865)
- Un naturaliste sur l'Amazone, de Henry Bates («Натуралист на Амазонской реке», 1865).

Des difficultés avec les autorités, liées notamment au fait que les livres étaient préfacés par le révolutionnaire Piotr Tkatchev, conduisent en 1869 à changer le nom de l'édition, qui devient « Troubnikova et Stassova ». En 1879, la liquidation est prononcée à la suite de difficultés de fonctionnement. 
En 1891, Maria Stassova tente de redémarrer l'artel au profit des victimes de la famine qui sévit en Russie, mais le projet n'aboutit pas. 